# Campeonato de Primera División 2000-01 (Argentina)
El Campeonato de Primera División 2000-01 fue la septuagésima primera temporada de la era profesional de la Primera División argentina de fútbol. Se jugó en dos etapas, el Torneo Apertura 2000 y el Torneo Clausura 2001, las cuales consagraron cada una a su propio campeón. Comenzó el 28 de julio de 2000 y acabó el 11 de junio de 2001.
Los nuevos participantes fueron los tres equipos ascendidos de la Primera B Nacional 1999-2000: Huracán, que volvió a Primera tras una única temporada en la segunda división; Los Andes, que retornó luego de 29 años; y Almagro, que volvió a disputar el certamen después de 61 años y medio, siendo la mayor distancia en el tiempo entre dos etapas consecutivas de un mismo club en la historia de la categoría.
El campeonato otorgó cuatro cupos a la Copa Libertadores 2002 y tres a la Copa Mercosur 2001. Por otro lado, tras la finalización de la temporada, se produjeron dos descensos por el sistema de promedios a la Primera B Nacional, y se determinaron a los dos equipos que disputaron la promoción.

## Ascensos y descensos
| Pos.      | Equipos ascendidos de la B Nacional 1999-2000 |
| --------- | --------------------------------------------- |
| 1.º       | Huracán                                       |
| Gan. Red. | Los Andes                                     |
| Prom.     | Almagro                                       |

| Prom. | Equipos descendidos en la temporada 1999-00 |
| ----- | ------------------------------------------- |
| 17.º  | Instituto                                   |
| 19.º  | Gimnasia y Esgrima (J)                      |
| 20.º  | Ferro Carril Oeste                          |

## Sistema de disputa
Cada fase del campeonato fue un torneo independiente, llamados respectivamente Apertura y Clausura. Se jugaron en una sola rueda de todos contra todos, siendo la segunda las revanchas de la primera, y tuvieron su propio campeón.

## Equipos
| Equipo             | Ciudad          | Estadio                                       |
| ------------------ | --------------- | --------------------------------------------- |
| Almagro            | José Ingenieros | Tres de febrero Arquitecto Ricardo Etcheverri |
| Argentinos Juniors | Buenos Aires    | Arquitecto Ricardo Etcheverri                 |
| Belgrano           | Córdoba         | Gigante de Alberdi Chateau Carreras           |
| Boca Juniors       | Buenos Aires    | Alberto J. Armando                            |
| Chacarita Juniors  | Villa Maipú     | Chacarita Juniors                             |
| Colón              | Santa Fe        | Brigadier General Estanislao López            |
| Estudiantes        | La Plata        | Jorge Luis Hirschi                            |
| Gimnasia y Esgrima | La Plata        | Juan Carmelo Zerillo                          |
| Huracán            | Buenos Aires    | Tomás Adolfo Ducó                             |
| Independiente      | Avellaneda      | La Doble Visera                               |
| Lanús              | Lanús           | Ciudad de Lanús                               |
| Los Andes          | Lomas de Zamora | Eduardo Gallardón Lomas de Zamora             |
| Newell's Old Boys  | Rosario         | Coloso del Parque                             |
| Racing Club        | Avellaneda      | Presidente Perón                              |
| River Plate        | Buenos Aires    | Antonio Vespucio Liberti                      |
| Rosario Central    | Rosario         | Gigante de Arroyito                           |
| San Lorenzo        | Buenos Aires    | Pedro Bidegain                                |
| Talleres           | Córdoba         | Chateau Carreras                              |
| Unión              | Santa Fe        | 15 de abril                                   |
| Vélez Sarsfield    | Buenos Aires    | José Amalfitani                               |

### Distribución geográfica de los equipos
| Región                 | Cant. | Equipos                                                                               |
| ---------------------- | ----- | ------------------------------------------------------------------------------------- |
| Ciudad de Buenos Aires | 6     | Argentinos Juniors, Boca Juniors, Huracán, River Plate, San Lorenzo y Vélez Sarsfield |
| Conurbano bonaerense   | 6     | Almagro, Chacarita Juniors, Independiente, Lanús, Los Andes y Racing Club             |
| Provincia de Santa Fe  | 4     | Colón, Newell's Old Boys, Rosario Central y Unión                                     |
| Ciudad de La Plata     | 2     | Estudiantes y Gimnasia y Esgrima                                                      |
| Provincia de Córdoba   | 2     | Belgrano y Talleres                                                                   |

## Torneo Apertura

### Tabla de posiciones final
| Pos. | Equipo                  | Pts. | PJ | PG | PE | PP | GF | GC | Dif. |
| ---- | ----------------------- | ---- | -- | -- | -- | -- | -- | -- | ---- |
| 1.º  | Boca Juniors            | 41   | 19 | 12 | 5  | 2  | 35 | 19 | 16   |
| 2.º  | River Plate             | 37   | 19 | 10 | 7  | 2  | 41 | 24 | 17   |
| 3.º  | Gimnasia y Esgrima (LP) | 37   | 19 | 11 | 4  | 4  | 36 | 29 | 7    |
| 4.º  | Talleres (C)            | 36   | 19 | 11 | 3  | 5  | 31 | 21 | 10   |
| 5.º  | San Lorenzo             | 34   | 19 | 10 | 4  | 5  | 33 | 18 | 15   |
| 6.º  | Vélez Sarsfield         | 29   | 19 | 7  | 8  | 4  | 26 | 20 | 6    |
| 7.º  | Estudiantes (LP)        | 29   | 19 | 7  | 8  | 4  | 22 | 17 | 5    |
| 8.º  | Huracán                 | 27   | 19 | 6  | 9  | 4  | 26 | 21 | 5    |
| 9.º  | Chacarita Juniors       | 27   | 19 | 8  | 3  | 8  | 19 | 24 | −5   |
| 10.º | Colón                   | 26   | 19 | 7  | 5  | 7  | 29 | 23 | 6    |
| 11.º | Unión                   | 26   | 19 | 6  | 8  | 5  | 23 | 21 | 2    |
| 12.º | Rosario Central         | 24   | 19 | 6  | 6  | 7  | 28 | 31 | −3   |
| 13.º | Newell's Old Boys       | 24   | 19 | 5  | 9  | 5  | 18 | 23 | −5   |
| 14.º | Independiente           | 23   | 19 | 6  | 5  | 8  | 24 | 23 | 1    |
| 15.º | Lanús                   | 21   | 19 | 5  | 6  | 8  | 24 | 26 | −2   |
| 16.º | Belgrano                | 17   | 19 | 3  | 8  | 8  | 22 | 31 | −9   |
| 17.º | Argentinos Juniors      | 14   | 19 | 2  | 8  | 9  | 18 | 28 | −10  |
| 18.º | Almagro                 | 13   | 19 | 2  | 7  | 10 | 18 | 31 | −13  |
| 19.º | Los Andes               | 12   | 19 | 3  | 3  | 13 | 21 | 46 | −25  |
| 20.º | Racing Club             | 11   | 19 | 1  | 8  | 10 | 12 | 30 | −18  |

|  | Campeón. Clasificó a la Copa Libertadores 2002. |

|  |

## Torneo Clausura

### Tabla de posiciones final
| Pos. | Equipo                  | Pts. | PJ | PG | PE | PP | GF | GC | Dif. |
| ---- | ----------------------- | ---- | -- | -- | -- | -- | -- | -- | ---- |
| 1.º  | San Lorenzo             | 47   | 19 | 15 | 2  | 2  | 43 | 17 | 26   |
| 2.º  | River Plate             | 41   | 19 | 13 | 2  | 4  | 48 | 27 | 21   |
| 3.º  | Boca Juniors            | 30   | 19 | 8  | 6  | 5  | 29 | 26 | 3    |
| 4.º  | Argentinos Juniors      | 29   | 19 | 8  | 5  | 6  | 27 | 22 | 5    |
| 5.º  | Racing Club             | 29   | 19 | 7  | 8  | 4  | 21 | 20 | 1    |
| 6.º  | Chacarita Juniors       | 29   | 19 | 8  | 5  | 6  | 21 | 25 | −4   |
| 7.º  | Huracán                 | 28   | 19 | 8  | 4  | 7  | 28 | 28 | 0    |
| 8.º  | Vélez Sarsfield         | 27   | 19 | 7  | 6  | 6  | 25 | 24 | 1    |
| 9.º  | Estudiantes (LP)        | 27   | 19 | 7  | 6  | 6  | 23 | 24 | −1   |
| 10.º | Almagro                 | 26   | 19 | 7  | 5  | 7  | 27 | 27 | 0    |
| 11.º | Talleres (C)            | 25   | 19 | 7  | 4  | 8  | 23 | 23 | 0    |
| 12.º | Newell's Old Boys       | 24   | 19 | 7  | 3  | 9  | 27 | 28 | −1   |
| 13.º | Colón                   | 23   | 19 | 6  | 5  | 8  | 21 | 27 | −6   |
| 14.º | Lanús                   | 22   | 19 | 6  | 4  | 9  | 28 | 30 | −2   |
| 15.º | Unión                   | 20   | 19 | 5  | 5  | 9  | 32 | 36 | −4   |
| 16.º | Belgrano                | 20   | 19 | 5  | 5  | 9  | 18 | 26 | −8   |
| 17.º | Independiente           | 19   | 19 | 5  | 4  | 10 | 18 | 21 | −3   |
| 18.º | Gimnasia y Esgrima (LP) | 18   | 19 | 4  | 6  | 9  | 22 | 28 | −6   |
| 19.º | Los Andes               | 18   | 19 | 5  | 6  | 8  | 24 | 32 | −8   |
| 20.º | Rosario Central         | 17   | 19 | 4  | 5  | 10 | 24 | 38 | −14  |

|  | Campeón. Clasificó a la Copa Libertadores 2002. |

| 1. |

## Tabla de posiciones final del campeonato
Esta tabla fue utilizada como clasificatoria para la Copa Mercosur 2001 y la Copa Libertadores 2002.

### Clasificación a la Copa Mercosur 2001
Argentina tuvo 6 cupos en la Copa Mercosur 2001: Boca Juniors, Independiente y River Plate, como invitados de la Conmebol, y los 3 equipos mejor ubicados en esta tabla. 
| Pos. | Equipo                  | Pts. | PJ | PG | PE | PP | GF | GC | Dif. |
| ---- | ----------------------- | ---- | -- | -- | -- | -- | -- | -- | ---- |
| 1.º  | San Lorenzo             | 81   | 38 | 25 | 6  | 7  | 76 | 35 | 41   |
| 2.º  | River Plate             | 78   | 38 | 23 | 9  | 6  | 89 | 51 | 38   |
| 3.º  | Boca Juniors            | 71   | 38 | 20 | 11 | 7  | 64 | 45 | 19   |
| 4.º  | Talleres (C)            | 61   | 38 | 18 | 7  | 13 | 54 | 44 | 10   |
| 5.º  | Vélez Sarsfield         | 56   | 38 | 14 | 14 | 10 | 51 | 44 | 7    |
| 6.º  | Estudiantes (LP)        | 56   | 38 | 14 | 14 | 10 | 45 | 41 | 4    |
| 7.º  | Chacarita Juniors       | 56   | 38 | 16 | 8  | 14 | 40 | 49 | −9   |
| 8.º  | Huracán                 | 55   | 38 | 14 | 13 | 11 | 54 | 49 | 5    |
| 9.º  | Gimnasia y Esgrima (LP) | 55   | 38 | 15 | 10 | 13 | 58 | 57 | 1    |
| 10.º | Colón                   | 49   | 38 | 13 | 10 | 15 | 50 | 50 | 0    |
| 11.º | Newell's Old Boys       | 48   | 38 | 12 | 12 | 14 | 45 | 51 | −6   |
| 12.º | Unión                   | 46   | 38 | 11 | 13 | 14 | 55 | 57 | −2   |
| 13.º | Lanús                   | 43   | 38 | 11 | 10 | 17 | 52 | 56 | −4   |
| 14.º | Argentinos Juniors      | 43   | 38 | 10 | 13 | 15 | 45 | 50 | −5   |
| 15.º | Independiente           | 42   | 38 | 11 | 9  | 18 | 42 | 44 | −2   |
| 16.º | Rosario Central         | 41   | 38 | 10 | 11 | 17 | 52 | 69 | −17  |
| 17.º | Racing Club             | 40   | 38 | 8  | 16 | 14 | 33 | 50 | −17  |
| 18.º | Almagro                 | 39   | 38 | 9  | 12 | 17 | 45 | 58 | −13  |
| 19.º | Belgrano                | 37   | 38 | 8  | 13 | 17 | 40 | 57 | −17  |
| 20.º | Los Andes               | 30   | 38 | 8  | 9  | 21 | 45 | 78 | −33  |

|  | Clasificados a la Copa Mercosur 2001. |

| 1. 2. |

### Clasificación a la Copa Libertadores 2002
Argentina tuvo 5 cupos en la Copa Libertadores 2002: Boca Juniors, por haber sido campeón de la edición 2001 del certamen y, también, del Torneo Apertura 2000; el campeón del Torneo Clausura 2001; y los 3 equipos mejor ubicados en esta tabla.
| Pos. | Equipo                  | Pts. | PJ | PG | PE | PP | GF | GC | Dif. |
| ---- | ----------------------- | ---- | -- | -- | -- | -- | -- | -- | ---- |
| 1.º  | San Lorenzo             | 81   | 38 | 25 | 6  | 7  | 76 | 35 | 41   |
| 2.º  | River Plate             | 78   | 38 | 23 | 9  | 6  | 89 | 51 | 38   |
| 3.º  | Boca Juniors            | 71   | 38 | 20 | 11 | 7  | 64 | 45 | 19   |
| 4.º  | Talleres (C)            | 61   | 38 | 18 | 7  | 13 | 54 | 44 | 10   |
| 5.º  | Vélez Sarsfield         | 56   | 38 | 14 | 14 | 10 | 51 | 44 | 7    |
| 6.º  | Estudiantes (LP)        | 56   | 38 | 14 | 14 | 10 | 45 | 41 | 4    |
| 7.º  | Chacarita Juniors       | 56   | 38 | 16 | 8  | 14 | 40 | 49 | −9   |
| 8.º  | Huracán                 | 55   | 38 | 14 | 13 | 11 | 54 | 49 | 5    |
| 9.º  | Gimnasia y Esgrima (LP) | 55   | 38 | 15 | 10 | 13 | 58 | 57 | 1    |
| 10.º | Colón                   | 49   | 38 | 13 | 10 | 15 | 50 | 50 | 0    |
| 11.º | Newell's Old Boys       | 48   | 38 | 12 | 12 | 14 | 45 | 51 | −6   |
| 12.º | Unión                   | 46   | 38 | 11 | 13 | 14 | 55 | 57 | −2   |
| 13.º | Lanús                   | 43   | 38 | 11 | 10 | 17 | 52 | 56 | −4   |
| 14.º | Argentinos Juniors      | 43   | 38 | 10 | 13 | 15 | 45 | 50 | −5   |
| 15.º | Independiente           | 42   | 38 | 11 | 9  | 18 | 42 | 44 | −2   |
| 16.º | Rosario Central         | 41   | 38 | 10 | 11 | 17 | 52 | 69 | −17  |
| 17.º | Racing Club             | 40   | 38 | 8  | 16 | 14 | 33 | 50 | −17  |
| 18.º | Almagro                 | 39   | 38 | 9  | 12 | 17 | 45 | 58 | −13  |
| 19.º | Belgrano                | 37   | 38 | 8  | 13 | 17 | 40 | 57 | −17  |
| 20.º | Los Andes               | 30   | 38 | 8  | 9  | 21 | 45 | 78 | −33  |

|  | Campeón de la Copa Libertadores 2001 y del Torneo Apertura 2000.            |
|  | Campeón del Torneo Clausura 2001 y clasificado a la Copa Libertadores 2002. |
|  | Clasificados a la Copa Libertadores 2002.                                   |

| 1. 2. 3. |

## Tabla de descenso
| Pos. | Equipo                  | Promedio | 1998-99 | 1999-00 | 2000-01 | Total | PJ  |
| ---- | ----------------------- | -------- | ------- | ------- | ------- | ----- | --- |
| 1.º  | Boca Juniors            | 2,052    | 89      | 74      | 71      | 234   | 114 |
| 2.º  | River Plate             | 1,956    | 59      | 86      | 78      | 223   | 114 |
| 3.º  | San Lorenzo             | 1,850    | 61      | 69      | 81      | 211   | 114 |
| 4.º  | Gimnasia y Esgrima (LP) | 1,456    | 62      | 49      | 55      | 166   | 114 |
| 5.º  | Huracán                 | 1,447    | –       | –       | 55      | 55    | 38  |
| 6.º  | Rosario Central         | 1,438    | 57      | 66      | 41      | 164   | 114 |
| 7.º  | Talleres (C)            | 1,429    | 44      | 58      | 61      | 163   | 114 |
| 7.º  | Vélez Sarsfield         | 1,429    | 46      | 61      | 56      | 163   | 114 |
| 9.º  | Newell's Old Boys       | 1,359    | 52      | 55      | 48      | 155   | 114 |
| 10.º | Independiente           | 1,350    | 51      | 61      | 42      | 154   | 114 |
| 11.º | Colón                   | 1,342    | 49      | 55      | 49      | 153   | 114 |
| 12.º | Chacarita Juniors       | 1,328    | –       | 45      | 56      | 101   | 76  |
| 13.º | Unión                   | 1,315    | 54      | 50      | 46      | 150   | 114 |
| 14.º | Lanús                   | 1,236    | 50      | 48      | 43      | 141   | 114 |
| 15.º | Estudiantes             | 1,228    | 45      | 39      | 56      | 140   | 114 |
| 15.º | Racing Club             | 1,228    | 55      | 45      | 40      | 140   | 114 |
| 17.º | Argentinos Juniors      | 1,149    | 49      | 39      | 43      | 131   | 114 |
| 18.º | Belgrano                | 1,052    | 44      | 39      | 37      | 120   | 114 |
| 19.º | Almagro                 | 1,026    | –       | –       | 39      | 39    | 38  |
| 20.º | Los Andes               | 0,789    | –       | –       | 30      | 30    | 38  |

|  | Jugaron una promoción con dos equipos de la Primera B Nacional. |
|  | Descendieron a la Primera B Nacional.                           |

## Promociones
| Instituto                                                                                        | 0 - 0 | Argentinos Juniors | Juan Domingo Perón            | 13 de junio |  |
| Argentinos Juniors                                                                               | 1 - 1 | Instituto          | Arquitecto Ricardo Etcheverri | 16 de junio |  |
| Argentinos Juniors permaneció en Primera División con un global de 1 - 1, por ventaja deportiva. |       |                    |                               |             |  |

| Quilmes                                                                                | 1 - 0 | Belgrano | Centenario         | 13 de junio |  |
| Belgrano                                                                               | 1 - 0 | Quilmes  | Gigante de Alberdi | 16 de junio |  |
| Belgrano permaneció en Primera División con un global de 1 - 1, por ventaja deportiva. |       |          |                    |             |  |

## Descensos y ascensos
Al finalizar el campeonato, Los Andes y Almagro descendieron a la Primera B Nacional, siendo reemplazados por Banfield y Nueva Chicago para la temporada 2001-02. Por otro lado, Argentinos Juniors y Belgrano superaron sus respectivas promociones y conservaron la categoría.